# اروين ويلي بيكر
اروين ويلي بيكر (بالألمانية: Erwin Willy Becker) (و. 1920 – 2011 م) هو فيزيائي، وأستاذ جامعي من ألمانيا .
توفي عن عمر يناهز 91 عاماً.

## مناصب وهيئات
أدار جامعة ماربورغ، ومعهد كارلسروه للتكنولوجيا.